# 桜井村 (熊本県)
桜井村（さくらいむら）は熊本県にあった村。鹿本郡に属した。

## 地理
- 河川：木葉川

## 歴史
- 1889年（明治22年）4月1日 - 町村制施行により山本郡舞尾村、滴水村、下滴水村、平野村、荻迫村、投刀塚村、鐙田村が合併し発足。
- 1896年（明治29年）4月1日 - 山鹿郡と山本郡が統合し鹿本郡となる。
- 1955年1月1日 植木町、吉松村、山本村、菱形村、田原村、山東村と合併し植木町となる。

## 学校
- 桜井村立桜井小学校